# 天祚
天祚（てんそ）は、五代十国時代の十国のひとつ呉において楊溥の治世で用いられた年号。935年9月 - 937年10月。

## 西暦・干支との対照表
| 天祚 | 元年  | 2年   | 3年   |
| 西暦 | 935年 | 936年 | 937年 |
| 干支 | 乙未  | 丙申  | 丁酉  |